# 尾闸镇
尾闸镇，是中华人民共和国宁夏回族自治区石嘴山市惠农区下辖的一个乡镇级行政单位。

## 行政区划
尾闸镇下辖以下地区：
尾闸村、和平村、团结村、下庄子村、聚宝村和西河桥村。